# 청년김대중
청년김대중은 대한민국 제15대 대통령이자 노벨평화상 수상자인 故김대중 前대통령의 업적이 해외의 위상에 비해 국내에서 다소 저평가되고 있는 현실을 바꾸고 故김대중 前대통령의 업적을 계승하기 위한 싱크탱크 설립을 통해 2030 청년세대에게 잘못 알려진 그의 정책과 철학을 알리고, 국제 민주화 인사들과 교류 및 협력을 통한 대민국의 민주화 역사를 세계에 알리는 역할을기 위해 설립된 단체이다.

## 청년김대중 주요활동
청년김대중은 국제민주화연대활동, 故김대중 前대통령 추모 사업 등을 하고 있다.
- 미얀마 민주화 연대활동
- 벨라루스 민주화 연대활동
- 홍콩 민주화 연대활동
- 청년김대중 연설대전
- 故김대중 前대통령 온라인 추모식

## 청년김대중 SNS
페이스북 페이지
인스타그램

## 청년김대중 임원진
- 대표이사: 이대선(30) 청년김대중 대표이사
- 상임이사: 김종대(36) 리젠대표, 故김대중 대통령 장손
- 상임이사: 황희두(30) 노무현재단 이사, 유스타즈 대표
- 이사 : 권보람(31) 참자유청년연대 대표
- 이사 : 권혁진(26) 서울예술대학교 외래교수(국악) 한국청년거버넌스 대표
- 이사 : 류다예(26) 사회복지사
- 이사 : 박영훈(28) 더불어민주당 전국대학생위원장
- 이사 : 박진원(33) 광주광역시 동구 구의원
- 이사 : 양소영(29) 더불어민주당 당직자
- 이사 : 오태화(23) 청년작가
- 이사 : 황은관(32) 그래피티 작가
- 감사 : 두경서(30) 국회의원실 비서관, 부산대학교 법학전문대학원 재학
- 사무처장 : 박한울(29) 前 리얼미터 조사분석본부 연구원